# Ейвері Бредлі
Ейвері Антоніо Бредлі (молодший) (англ. Avery Antonio Bradley Jr.; нар. 26 листопада 1990, Такома, Вашингтон) — американський професіональний баскетболіст, атакувальний захисник.

## Ігрова кар'єра
Починав грати у баскетбол у команді старшої школи Фіндлей Преп (Гендерсон, Невада). У випускному класі вважався одним з найперспективніших гравців США свого віку. Вивів свою школу до фіналу чемпіонату США, де його команда перемогла «Оук Гілл Академі». Після цього журнал «Parade» назвав його найкращим баскетболістом серед школярів. На університетському рівні грав за команду Техас (2009—2010).
2010 року був обраний у першому раунді драфту НБА під загальним 19-м номером командою «Бостон Селтікс». Захищав кольори команди з Бостона протягом наступних 7 сезонів.
Частину 2011 року виступав у складі команди Ліги розвитку НБА «Мен Ред Клос», фарм-клубу «Бостона».
У жовтні 2011 року під час локауту в НБА виступав у складі ізраїльської команди «Хапоель» (Єрусалим), зігравши три матчі.
20 квітня 2012 року у матчі проти «Атланта Гокс» набрав 28 очок, що було його особисти рекордом.
у сезоні 2016—2017 допоміг команді здобути перше місце посіву перед плей-оф. У першому раунді «Бостон» пройшов «Чикаго Буллз», а в другому «Вашингтон Візардс». У п'ятому матчі серії з «Візардс» Бредлі встановив новий особистий рекорд результативності, набравщи 29 очок. У фіналі Східної конференції «Бостон» зустрівся з «Клівленд Кавальєрс», якому і програв серію.
Наступною командою в кар'єрі гравця була «Детройт Пістонс», куди він перейшов разом з правами на драфт-пік 2019 року в обмін на Маркуса Морріса.
2018 року став гравцем «Лос-Анджелес Кліпперс», куди разом з Тобіасом Гаррісом, Бобаном Мар'яновичем та правами на два драфт-піки перейшов в обмін на Блейка Гріффіна, Віллі Ріда та Бріса Джонсона.
7 лютого 2019 року був обміняний до «Мемфіс Гріззліс» на Джамайкла Гріна та Гаррета Темпла. 12 лютого в матчі проти «Сан-Антоніо Сперс» набрав 33 очки, що стало його особистим рекордом.
8 липня 2019 року підписав контракт з «Лос-Анджелес Лейкерс». Сезон 2019—2020 був перерваний через епідемію коронавірусної хвороби, а після відновлення чемпіонату вирішив провести час з сім'єю через хворобу сина. Зрештою «Лейкерс» виграли чемпіонат без Бредлі.
23 листопада 2020 року перейшов до складу «Маямі Гіт».

## Статистика виступів в НБА
| † | Позначає сезони, в яких гравець виграв чемпіонат НБА |

### Регулярний сезон
| Сезон             | Команда                 | GP  | GS  | MPG  | FG%  | 3P%  | FT%   | RPG | APG | SPG | BPG | PPG  |
| ----------------- | ----------------------- | --- | --- | ---- | ---- | ---- | ----- | --- | --- | --- | --- | ---- |
| 2010–11           | «Бостон Селтікс»        | 31  | 0   | 5.2  | .343 | .000 | .500  | .5  | .4  | .3  | .0  | 1.7  |
| 2011–12           | «Бостон Селтікс»        | 64  | 28  | 21.4 | .498 | .407 | .795  | 1.8 | 1.4 | .7  | .2  | 7.6  |
| 2012–13           | «Бостон Селтікс»        | 50  | 50  | 28.7 | .402 | .317 | .755  | 2.2 | 2.1 | 1.3 | .4  | 9.2  |
| 2013–14           | «Бостон Селтікс»        | 60  | 58  | 30.9 | .438 | .395 | .804  | 3.8 | 1.4 | 1.1 | .2  | 14.9 |
| 2014–15           | «Бостон Селтікс»        | 77  | 77  | 31.5 | .429 | .352 | .790  | 3.1 | 1.8 | 1.1 | .2  | 13.9 |
| 2015–16           | «Бостон Селтікс»        | 76  | 72  | 33.4 | .447 | .361 | .780  | 2.9 | 2.1 | 1.5 | .3  | 15.2 |
| 2016–17           | «Бостон Селтікс»        | 55  | 55  | 33.4 | .463 | .390 | .731  | 6.1 | 2.2 | 1.2 | .2  | 16.3 |
| 2017–18           | «Детройт Пістонс»       | 40  | 40  | 31.7 | .409 | .381 | .763  | 2.4 | 2.1 | 1.2 | .2  | 15.0 |
| 2017–18           | «Лос-Анджелес Кліпперс» | 6   | 6   | 27.5 | .473 | .111 | 1.000 | 3.7 | 1.8 | .8  | .2  | 9.2  |
| 2018–19           | «Лос-Анджелес Кліпперс» | 49  | 49  | 29.9 | .383 | .337 | .800  | 2.7 | 2.0 | .6  | .3  | 8.2  |
| 2018–19           | «Мемфіс Гріззліс»       | 14  | 14  | 31.6 | .463 | .384 | .800  | 2.7 | 2.0 | .6  | .3  | 16.1 |
| 2019–20           | «Лос-Анджелес Лейкерс»  | 49  | 44  | 24.2 | .444 | .364 | .833  | 2.3 | 1.3 | .9  | .1  | 8.6  |
| Усього за кар'єру | Усього за кар'єру       | 571 | 493 | 28.3 | .436 | .364 | .780  | 2.9 | 1.8 | 1.0 | .2  | 11.8 |

### Плей-оф
| Сезон             | Команда           | GP | GS | MPG  | FG%  | 3P%  | FT%   | RPG | APG | SPG | BPG | PPG  |
| ----------------- | ----------------- | -- | -- | ---- | ---- | ---- | ----- | --- | --- | --- | --- | ---- |
| 2012              | «Бостон Селтікс»  | 10 | 10 | 24.8 | .368 | .227 | .667  | 2.0 | .8  | .8  | .6  | 6.7  |
| 2013              | «Бостон Селтікс»  | 6  | 6  | 31.8 | .405 | .250 | 1.000 | 2.2 | 1.3 | 1.8 | .2  | 6.7  |
| 2015              | «Бостон Селтікс»  | 4  | 4  | 33.3 | .380 | .263 | .857  | 3.8 | .8  | .8  | .0  | 12.3 |
| 2016              | «Бостон Селтікс»  | 1  | 1  | 33.0 | .438 | .143 | 1.000 | 3.0 | 1.0 | 1.0 | 1.0 | 18.0 |
| 2017              | «Бостон Селтікс»  | 18 | 18 | 35.8 | .441 | .351 | .778  | 3.9 | 2.3 | 1.3 | .2  | 16.7 |
| Усього за кар'єру | Усього за кар'єру | 39 | 39 | 32.1 | .420 | .312 | .780  | 3.1 | 1.6 | 1.2 | .3  | 12.2 |